# Conchylodes zebra
Conchylodes zebra là một loài bướm đêm trong họ Crambidae.